# WW-Domäne
Bei der WW, WWP-Domäne oder auch Rsp5-Domäne handelt es sich um eine Proteindomäne verschiedener Proteine. Sie tritt mit verschiedenen Protein-Liganden in Wechselwirkung. Sie kann weiterhin an Prolin-reiche Domänen/Proteine binden, an [AP]-P-P-[AP]-Y und an Domänen, die Phosphoserin-Phosphothreonin beinhalten.

## Struktur und Vorkommen
Die WW-Domäne faltet sich zu einem stabilen, dreisträngigen β-Faltblatt. Sie ist mit gerade einmal 38 Aminosäuren relativ kurz und wiederholt sich bis zu viermal in bestimmten Proteinen wie zum Beispiel im menschlichen NEDD4. Ihr Name leitet sich von der Anwesenheit zweier Tryptophanreste (abgekürzt mit „W“) ab, die in einem Abstand von circa 20–23 Aminosäuren gelegen sind und die in den meisten bekannten WW-Domänen auftreten. Hydrophobe Reste bilden eine flache Stelle aus, die der Bindung mit Prolin dient.
Erstmals entdeckt wurde die WW-Domäne, als man die beiden verbunden Isoformen von YAP („Yes associated protein“) YAP1-1 und YAP1-2 genauer untersuchte. YAP1-2 unterscheidet sich nämlich dahingehend von YAP1-1, dass es über 38 Aminosäuren mehr verfügt. Diese 38 Aminosäuren bezeichnete man als WW-Domäne (eigentlich stellen sie die zweite WW-Domäne von YAP1-2 dar).
Die WW-Domäne kommt unter anderem in folgenden Proteinen vor:
- YAP
- Dystrophin
- Utrophin
- NEDD4 (Maus)
- RSP5 (Bäckerhefe)
- FE65 (Ratte)
- DB10 (Tabak)
- FBP11 (mit Formin als Bindungspartner)[4]